# Wapen van Hichtum

Wapen van Hichtum

Het wapen van Hichtum is het dorpswapen van het Nederlandse dorp Hichtum, in de Friese gemeente Súdwest-Fryslân. Het wapen werd in 1969 geregistreerd.

## Beschrijving
De blazoenering van het wapen in het Fries luidt als volgt:
Peald fan acht stikken grien en goud, en yn in blauwe skyldhoeke in sulveren leelje, mei in forkoarte pylderfoarmige foet.
De Nederlandse vertaling luidt als volgt: 
Gepaald van acht stukken groen en goud, en in een blauwe schildhoek een zilveren lelie, met een verkorte zuilvormige voet.
De heraldische kleuren zijn: sinopel (groen), goud (goud), azuur (blauw) en zilver (zilver).

## Symboliek
- Gepaald schild: ontleend aan het wapen van het geslacht Thoe Schwartzenberg en Hohenlansberg dat de plaatselijke Wibrandastate bewoonde.[2]
- Fleur de lis: afkomstig van het wapen van de familie Van Huyghis. Ook dit geslacht heeft de Wibrandastate bewoond.[2]

Het wapen van Thoe Schwartzenberg en Hohenlansberg.
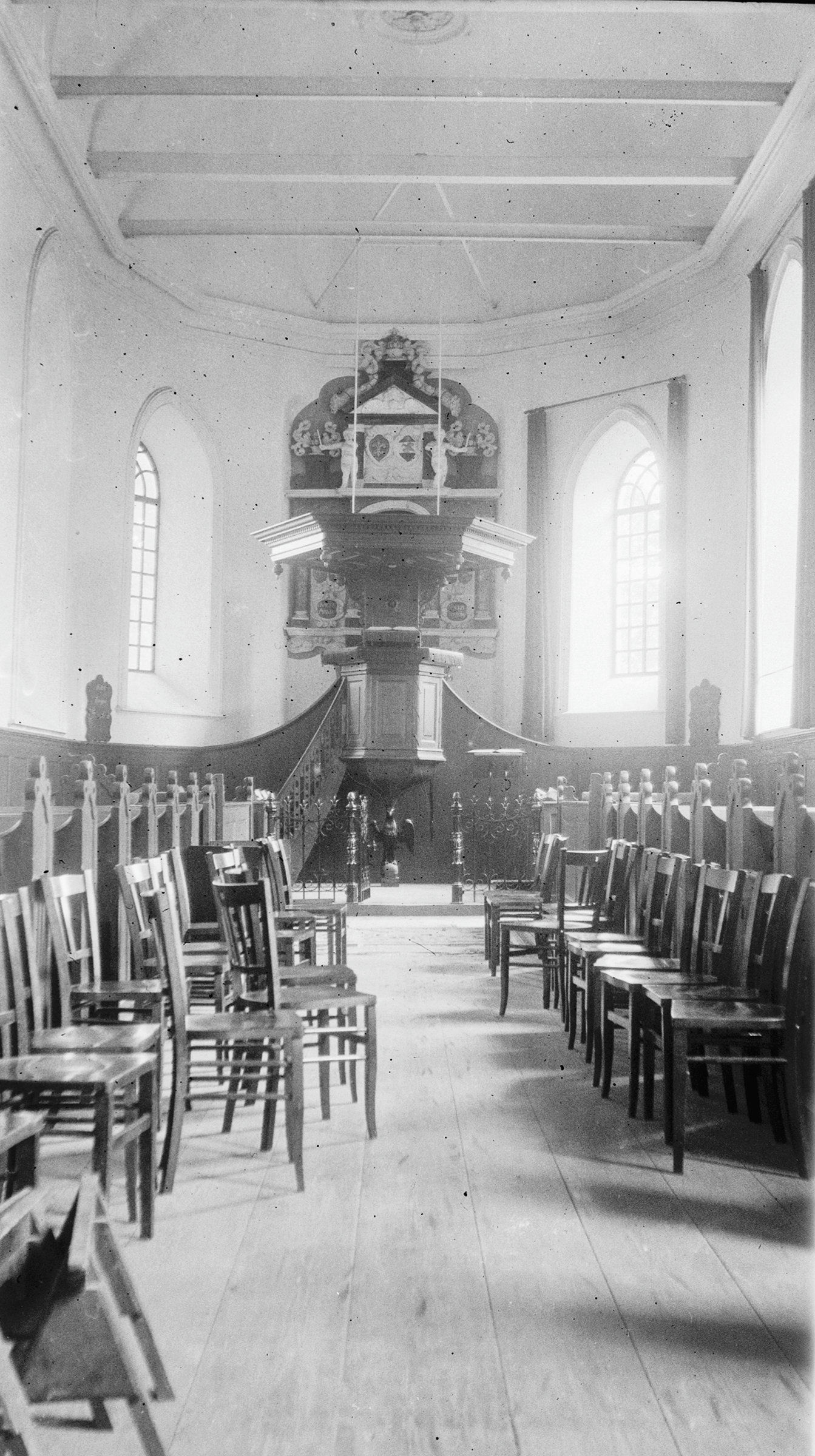
Interieur van de kerk van Hichtum met boven de preekstoel de lelie uit het wapen van Van Huyghis.

## Zie ook

Vlag van Hichtum